# Thiên hà Bánh Xe
Thiên hà Bánh Xe (tên khác: ESO 350-40) là một thiên hà hình hạt đậu và thiên hà vòng cực nằm ở chòm sao Ngọc Phu cách chúng ta 500 triệu năm ánh sáng. Thiên hà có khối lượng khoảng 2,9–4,8 × 109 khối lượng Mặt Trời, và quay với vận tốc 217 km/s.
Thiên hà này được tìm thấy bởi Fritz Zwicky vào năm 1941. Zwicky xem khám phá này là một trong những cấu trúc phức tạp cần sự giải thích dựa trên nền tảng động lực học của các ngôi sao."

## Quá trình hình thành
Thiên hà Bánh Xe từng là một thiên hà xoắn ốc bình thường trước khi có sự va chạm với thiên hà nhỏ hơn cách đây 200 triệu năm. Khi thiên hà gần đó di chuyển xuyên qua thiên hà Bánh Xe, lực va chạm tạo nên một làn sóng va đạp cực mạnh khắp thiên hà, giống như một tản đá bị ném mạnh thành những hạt cát. Làn sóng va đập này di chuyển rất nhanh và quét sạch khí và bụi, và tạo ra starburst xung quanh tâm của thiên hà. Điều này giải thích việc tại sao có vành đai màu xanh xung quanh tâm thiên hà. . Có thể thấy rằng thiên hà đang bắt đầu lấy lại hình dạng của một thiên hà xoắn ốc bình thường, với các cánh tay vươn ra từ lõi trung tâm.